# Curtatone-Klasse
Die Curtatone-Klasse war eine Klasse von vier Zerstörern der italienischen Marine. Die 1923/24 fertiggestellten Schiffe ähnelten den von derselben Werft bis 1923 gebauten Schiffen der Palestro-Klasse. Die Einheiten der Curtatone-Klasse waren nach Schlachten der Italienischen Unabhängigkeitskriege benannt worden.
1938 zu Torpedobooten umklassifiziert, kamen sie im Zweiten Weltkrieg vorrangig im Geleitdienst zum Einsatz. Dabei ging am 20. Mai 1941 die Curtatone durch einen Minentreffer verloren.
Nach der italienischen Kapitulation gelangten die Calatafimi und die Castelfidardo in den Dienst der Kriegsmarine, die sie als TA 19 und TA 16 einsetzte.

Nur die Monzambano überstand den Krieg und schied erst am 15. April 1951 aus dem Dienst der italienischen Marine aus.

## Geschichte
Die Zerstörer der Klasse (Curtatone, Castelfidardo, Calatafimi und Monzambano) wurden alle bei Fratelli Orlando & Co in Livorno gebaut. Die Aufträge für alle vier wurden noch im Ersten Weltkrieg zusammen mit denen für die vier Zerstörer der Palestro-Klasse vergeben, sie wurden damals aber auf Grund des Materialmangels nicht begonnen.
Die vier 875 t-Einheiten der Palestro-Klasse wurden zwar 1917 begonnen, liefen aber erst nach Kriegsende vom Stapel und kamen zwischen Januar 1921 und April 1923 in den Dienst der italienischen Marine.

Die Schiffe der Curtatone-Klasse wurden erst vier Jahre nach der Bestellung begonnen und 1920 und 1921 auf Kiel gelegt. Als erste Einheit lief die Curtatone am 17. März 1922 vom Stapel, die am 21. Juni 1923 ebenfalls als erste in Dienst ging. Als letzter Zerstörer der Klasse kam die Monzambano am 4. Juni 1924 in den Dienst der Regia Marina.

### Technische Beschreibung
Die vier Zerstörer waren eine Modifizierung des Palestro-Typs, gegenüber diesem wurde der Rumpf um 4,5 m verlängert.
Die Boote hatten eine Typverdrängung von 967 ts, eine Konstruktionsverdrängung von 1170 t bei 1214 t Einsatzverdrängung. Die Länge über alles lag bei 84,94 m, die Breite bei 8,02 m bei einem mittleren Tiefgang von 2,48 m.
Den Antrieb bildeten vier Thornycroft-Kessel mit zwei Satz Zoelly-Turbinen, die auf zwei Wellen wirkten und 22.000 WPS leisteten. Ein gleichartiger Antrieb mit einer Leistung von 18.000 PS kam schon bei der Palestro-Klasse zum Einsatz. Auch die beiden 1914 ebenfalls bei Orlando fertiggestellten Zerstörer der Audace-Klasse hatten schon aus der Schweiz importierte Turbinen der Bauart Zoelly erhalten.

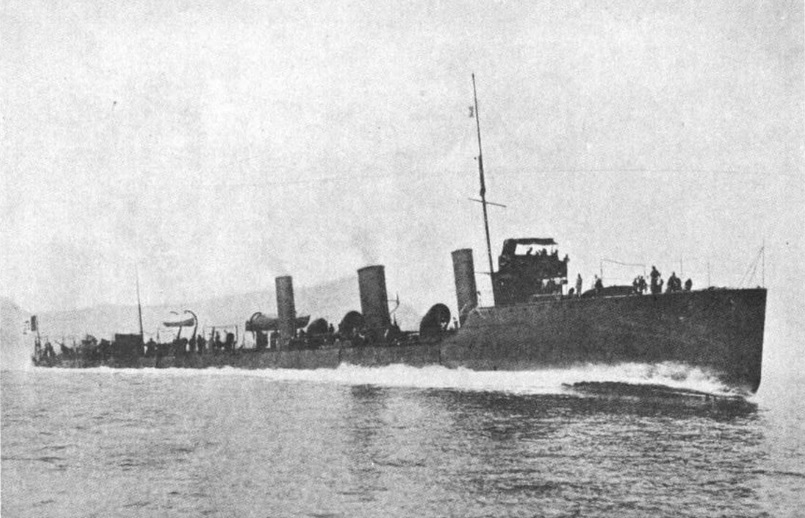
Indomito, das Typschiff der italienischen Drei-Schornstein-Zerstörer

Äußerlich unterschieden sich diese bei Orlando gefertigten Zerstörer mit ihren zwei Schornsteinen von den zuerst von „Pattison“ gefertigten Zerstörern der Indomito-Klasse und deren Weiterentwicklungen mit den Pilo-, Sirtori-, La Masa- und Cantore-Klassen, die alle drei Schornsteine hatten und schließlich 34 Zerstörer umfassten. Mit Ardito und Ardente hatte auch Orlando zwei Nachbauten dieser Drei-Schornsteiner 1914 an die Marine geliefert, die allerdings mit Parsons-Turbinen angetrieben wurden.

Ab der Curtatone-Klasse bis zum Beginn der 1930er-Jahre waren die nachfolgenden Zerstörer-Neubauten für die Italienische Marine Zwei-Schornsteiner. Ab der Dardo-Klasse wurden die folgenden Neubauten mit nur einem Schornstein ausgeführt.

Bei den Probefahrten erreichte die Curtatone 36,6 kn, Castelfidardo 35,5 kn bei einer Konstruktionsgeschwindigkeit von 32 kn. Mit der Bunkerkapazität von 200 t Öl lag der Fahrbereich bei 390 Seemeilen bei 28 kn Fahrt.

### Bewaffnung
Die ursprüngliche Bewaffnung bestand aus vier 102-mm-L/45-Geschützen in Doppellafetten, zwei 76-mm-L/30-Flakgeschützen in Einzellafetten sowie sechs 457-mm-Torpedorohren in Drillingssätzen. Daneben konnten nach Einbau der entsprechenden Einrichtungen im Jahr 1930 16 Seeminen mitgeführt werden.  Alle größeren Geschütze und Torpedorohre waren erstmals bei einem italienischen Entwurf auf der Mittschiffslinie angeordnet.
Die vier 102-mm-L/45-Geschütze Modell 1919 von Schneider-Armstrong waren als Wiegelafette mit maximal 35° Rohrerhöhung ausgelegt. Diese Geschütze waren die ersten Doppellafetten, die auf einem Zerstörer weltweit zum Einsatz kamen. Die Aufstellung der Hauptartillerie in Zwillingslafetten wurde ein Merkmal aller italienischen Zerstörer bis in den Zweiten Weltkrieg. Die Curtatone-Klasse blieb allerdings die einzige Klasse, die diese 102-mm-Geschütze erhielt, da ab den folgenden Neubauten das Kaliber der Hauptartillerie der italienischen Zerstörer auf 120 mm erhöht wurde.
Die Torpedo- und Flak-Bewaffnung wurde später ebenfalls verschiedentlich geändert, insbesondere die beiden im Dienst der deutschen Kriegsmarine genommenen Einheiten erhielten eine geänderte Flakbewaffnung.
Die Besatzung bestand aus 117 Offizieren und Mannschaften.

### Einsatzgeschichte
Die Zerstörer dienten einer Vielzahl von Verbänden der Regia Marina. Im Mai / Juni 1929 begleiteten Curtatone, Calatafimi, Monzambano und Palestro mit dem  esploratore Augusto Riboty den Zweiten Massenflug Italo Balbos von Tarent über Athen, Istambul und Varna nach Odessa. An dem Flug ab dem 3. Mai nahmen 32 Savoia-Marchetti SM.55, zwei SM 59bis und eine Cant 22 teil. Auf dem Rückflug wurde das rumänische Konstanza an Stelle von Varna angeflogen. Von Tarent überflogen die Maschinen in Formation am 19. Juni noch Rom, um zu ihrer Basis Orbetello zurückzukehren. 1929 bildeten alle vier Schiffe der Klasse in Tarent das VIII. Zerstörer-Geschwader. Zusammen mit dem aus Einheiten der Palestro-Klasse gebildeten VII. Geschwader gehörten sie zu der von dem esploratore Augusto Riboty geführten 4. Zerstörerflottille. Nach Einsätzen in Nordafrika, dem Dodekanes und in Italienisch-Ostafrika kamen die vier Zerstörer 1937 nach La Spezia, wo die alten Schiffe häufig zu Ausbildungszwecke eingesetzt wurden. Da sie nicht mehr dem Standard moderner Zerstörer entsprachen, wurden die vier Boote am 1. Oktober 1938 zu Torpedobooten umklassifiziert.
Zu Beginn des Zweiten Weltkriegs bildeten die Einheiten das 16. Torpedoboot-Geschwader in La Spezia. Von dort aus griff das Torpedoboot Calatafimi am 14. Juni 1940 zunächst allein und dann zusammen mit Schnellbooten der 13. MAS-Flottille erfolglos einen weit überlegenen französischen Verband an. Bis Herbst 1940 verlegten alle vier Einheiten in die Adria, um dort auf den Nachschublinien nach Albanien Geleitschutz zu leisten.  Die gleiche Aufgabe kam ihnen 1941 bis 1943 in der Ägäis zu. Dabei ging am 20. Mai 1941 die Curtatone durch einen Minentreffer im Saronischen Golf verloren.

Nach der italienischen Kapitulation gelangten die Calatafimi (erbeutet in Piräus) und die Castelfidardo (erbeutet in der Suda-Bucht, Kreta) in den Dienst der Kriegsmarine, die sie als TA 19 und TA 16 zur Geleitsicherung einsetzte. Sie bildeten mit anderen zuvor italienischen Einheiten die 9. Torpedobootsflottille der Kriegsmarine und wurden im November 1943 als Sicherung der Transporte der deutschen Kampfgruppe Müller eingesetzt, die von den Briten im Zuge ihres Dodekanes-Feldzugs besetzte Inseln zurückeroberte. Dabei dienten die Beuteschiffe auch als schnelle Truppentransporter. Beide Torpedoboote gingen im Sommer 1944 unter deutscher Flagge verloren.

Die Monzambano kämpfte auf alliierter Seite weiter, überstand den Krieg und schied erst am 15. April 1951 aus dem Dienst der italienischen Marine.

## Einheiten
|    | Name          | Bauwerft                                  | Kiellegung       | Stapellauf     | Indienststellung | Verbleib                                                                                             |
| -- | ------------- | ----------------------------------------- | ---------------- | -------------- | ---------------- | --- |
| CT | Curtatone     | Cantiere navale fratelli Orlando, Livorno | 3. Januar 1920   | 17. März 1922  | 21. Juni 1923    | am 20. Mai 1941 gesunken                                                                             |
| CD | Castelfidardo | Cantiere navale fratelli Orlando, Livorno | 20. Juli 1920    | 4. Juni 1922   | 7. März 1924     | in deutschem Dienst als TA 16 nach Luftangriff am 2. Juni 1944 in Heraklion gesunken                 |
| CM | Calatafimi    | Cantiere navale fratelli Orlando, Livorno | 1. Dezember 1920 | 17. März 1923  | 25. Mai 1924     | in deutschem Dienst als TA 19 am 9. August 1944 durch griechisches U-Boot Pipinos vor Vathi versenkt |
| MB | Monzambano    | Cantiere navale fratelli Orlando, Livorno | 20. Januar 1921  | 6. August 1923 | 4. Juni 1924     | außer Dienst am 15. April 1951; verschrottet                                                         |